# Gibbula tingitana
Gibbula tingitana is een slakkensoort uit de familie van de Trochidae. De wetenschappelijke naam van de soort is voor het eerst geldig gepubliceerd in 1901 door Pallary.